# Agylla polysemata
Agylla polysemata är en fjärilsart som beskrevs av William Schaus 1899. Agylla polysemata ingår i släktet Agylla och familjen björnspinnare. Inga underarter finns listade i Catalogue of Life.